# Jean Boniface Textoris
Jean Boniface Textoris est un chirurgien, médecin en chef de la Marine impériale né le 24 février 1773 à Toulon et mort le 3 septembre 1828 à Néoules dans le Var.

## Biographie
Son père est Boniface Textoris, chirurgien de la Marine, et sa mère, Henriette Brémond.
Il épouse Marie Élisabeth Jaume : leur fille Sophie Héloïse (1805-1836) épousera Fortuné Joseph César Racord, chirurgien de l'hôpital français de Smyrne de 1836 à 1849.

### Ancien Régime et Révolution
Dès le 12 juin 1787, à 14 ans, Jean Boniface Textoris est employé dans les hôpitaux de la Marine à Toulon comme chirurgien auxiliaire. Attaché au service de santé du bagne de Toulon, il y attrape le typhus importé par une chaîne de condamnés arrivés à cette époque.
Le 12 septembre 1790, il devient aide chirurgien sur la frégate la Minerve (en) qui est envoyée dans l'Adriatique pour en observer les côtes et les positions. La campagne de cette frégate correspond aux stations navales de la marine de guerre pour assurer la présence française en Méditerranée orientale et la sécurité de son commerce au Levant. Il prend, lors de ce voyage, des notes qui constitueront la base du mémoire qu'il lira sur les antiquités de l’île de Thasos, à l'académie de Toulon, dont il sera un des fondateurs et le premier secrétaire.
Il est chirurgien major le 14 mars 1791 sur le brick Chasseur jusqu'au 3 juin 1792 puis sur la corvette Brune (en) jusqu'au 17 septembre 1792, puis la frégate Sensible (en) et enfin la frégate Iris (en) jusqu'au 12 mars 1793 comme second chirurgien, puis sur le Duquesne comme chirurgien major jusqu'au 17 mai 1794. Il passe ensuite sur la frégate Vestale (18 mai au 29 septembre 1794), le vaisseau Berwick (5 avril au 14 mai 1795), l'Aquilon (15 mai au 3 juin 1795), le Jemmapes (en) (1796), le Tonnant jusqu'au 25 avril 1798. A ce titre il participe à la chute de la république de Venise. De retour à Toulon, il soigne au lazaret de Toulon, les équipages de l'escadre du vice-amiral Brueys et contracte lui-même « la maladie régnante ».
Le 19 juillet 1801, il embarque sur le vaisseau Annibal (en), chargé de se rendre en Espagne pour soigner les blessés de la bataille d'Algésiras. De retour de Cadix, il s'enferme de nouveau dans le lazaret car il a encore contracté « la maladie régnante ».
Il embarque ensuite sur le brick le Speedy (1er janvier 1802), le vaisseau Formidable (6 avril 1803), le vaisseau Bucentaure (14 septembre 1803 au 16 août 1804) sous le commandement du vice-amiral Latouche-Tréville.
Le 18 mai 1803, il est reçu docteur en médecine à Montpellier où sa thèse inaugurale porte sur le scorbut.

### Empire
Textoris rembarque sur le Formidable le 7 août 1804 avec le titre de médecin en chef de l'escadre sous les ordres du vice-amiral Latouche-Tréville, puis à nouveau sur le navire amiral Bucentaure du 24 octobre 1804 au 23 octobre 1805, sous le commandement du vice amiral Villeneuve, où il devient chirurgien major le 28 mars 1805. Il participe à ce titre à la bataille de Trafalgar le 21 octobre 1805 où le navire amiral français se rend à l'ennemi avec à son bord l'amiral Villeneuve, miraculeusement indemne alors que le navire est très lourdement endommagé, quasi démâté, et couvert de cadavres et de blessés.
Pris en remorque par le HMS Conqueror, le Bucentaure rompt son câble de remorque. Les officiers français encore à bord reprennent le navire aux Britanniques et, malgré l'état du vaisseau, mettent cap sur Cadix en pleine tempête. Au petit matin, alors qu'il est en vue du port, il s'échoue dans la houle, et malgré les tentatives pour l'alléger et le dégager, le navire commence à sombrer. Quelque 450 rescapés trouvent refuge sur l’Indomptable venu au secours. À bord de l’Indomptable se trouvent alors plus de 1 200 hommes (équipage et rescapés du Bucentaure). Durant la soirée du 23 octobre, la tempête rompt ses ancres et le drosse à son tour à la côte. Seuls 150 hommes auront la vie sauve.
Le 28 octobre 1805, il embarque sur le vaisseau le Héros en tant que médecin en chef de l'armée puis passe avec le même titre sur le transport hôpital Achille le 21 avril 1806, frété à Cadix pour conduire à Toulon les blessés de l'armée navale de l'Amiral Rosily.
Le 24 juillet 1807, il passe sur le Commerce de Paris jusqu'au 22 janvier 1808.
Il rembarque le 27 septembre 1811 sur le Duquesne jusqu'au 12 août 1815.

### Restauration
Jean Boniface Textoris passe en 1816 au port de Marseille, où il est chargé du service de santé.
En 1821, à la suite de l'épidémie de fièvre jaune en Catalogne, les habitants de Marseille prennent peur. Textoris, voulant les rassurer, lit dans une séance du 19 octobre 1821 de la Société royale de médecine de Marseille, un Aperçu sur la fièvre jaune,.
Il est nommé vice-président, puis président de cette même société le 8 novembre 1823. Atteint d'une ophtalmie, suivie de névralgies sus-orbitaires et de douleurs rhumatismales, il est contraint de demander sa retraite après trente ans du service.
Jean Boniface Textoris meurt à Néoules (Var), le 3 septembre 1828 à 55 ans.

## Distinctions et hommages
- Chevalier de la Légion d'honneur le 28 avril 1821[3].
- Membre de la Société médicale d'émulation de Paris[11].
- Membre de la Société royale de médecine de Marseille[11].
- Membre de la Société d'Agriculture et de commerce du Var[11].

## Œuvres textuelles
- Dissertation sur le scorbut (1803)[12]
- Étude des eaux (1825)[13]